# Gioventù Comunista d'Austria
La Gioventù Comunista d'Austria (in tedesco: Kommunistische Jugend Österreichs) è un'organizzazione giovanile comunista austriaca, fino al 2004 giovanile del Partito Comunista d'Austria, e da allora indipendente.
Il KJÖ sostiene la necessità della rottura del sistema capitalistico e dell'instaurazione del socialismo. Si definisce infatti come un'organizzazione giovanile rivoluzionaria.
L'organizzazione è membro della Federazione Mondiale della Gioventù Democratica.

## Storia
La storia dell'organizzazione inizia l'8 novembre 1918, con la fondazione della Lega della Gioventù Comunista (in tedesco: Kommunistischen Jugendverbands).
Con l'affermazione del fascismo in Austria, il KJV dovette operare in condizioni di clandestinità, e si affermò come il maggiore movimento giovanile antifascista.
Durante la Guerra civile spagnola, il KJV fornì aiuti alla repubblica, con l'organizzazione di raccolte di fondi e l'invio di 250 militanti nelle Brigate Internazionali.
A seguito dell'Anschluss, le condizioni per i giovani comunisti sono peggiorate ulteriormente, con continui arresti e deportazioni, ma ciò nonostante, il KJV ha proseguito l'attività antifascista, anche attraverso l'adesione dei propri membri a gruppi partigiani.
Nel 1945 fu fondata la Libera Gioventù Austriaca (in tedesco: Freie Österreichische Jugend), composta da comunisti, socialisti e cattolici con il fine di creare un'Austria libera e democratica, e alla quale il KJV aderì.
Le crescenti divergenze tra il Partito Comunista e la FÖJ portarono nel 1970 allo scioglimento dell'organizzazione, e alla costituzione della Gioventù Comunista d'Austria.
A seguito della caduta del blocco socialista, il nome dell'organizzazione fu modificato in Gioventù Comunista d'Austria - Sinistra Giovanile (in tedesco: Kommunistische Jugend Österreichs - Junge Linke).
A seguito del XXXIII Congresso del Partito Comunista del 2004, che di fatto separava l'organizzazione giovanile dal partito, il KJÖ divenne indipendente. Da allora la distanza dal KPÖ è aumentata; sono al contrario aumentati i contatti con il Partito del Lavoro d'Austria.
Nel 2008 il Congresso del KJÖ stabilì all'unanimità la rimozione della dicitura "Sinistra Giovanile" dalla propria denominazione, tornando quindi a quella del 1970.